# 餓鬼魂
『餓鬼魂』（がきだま）は、夢枕獏の同名短編(光風社出版のち角川文庫『半獣神』所収)をもとに円谷プロが製作した、1985年のオリジナルビデオ作品。54分。

## 概要
夢枕獏による、かつて頓挫したテレビ企画用のシナリオ短編(のちに『闇狩り師シリーズ』の一編『餓鬼魂』として書き直す。※『半獣神』著者後書き)を原作に、円谷プロが当時最新のSFX技術で製作した怪奇特撮作品。東芝映像ソフト（東芝の傘下でかつて映像事業を担っていた子会社の1つ）からビデオカセットが発売された後、2008年にジェネオン エンタテインメント（現：NBCユニバーサル・エンターテイメントジャパン）から本編とビデオカセット当時は別売りされていたメイキングビデオ『Making of 餓鬼魂』を映像特典として収録したHDニューマスターDVDが『餓鬼魂 デラックス版』のタイトルで発売されたが、いずれも2022年現在では廃盤となっている。
造型師の若狭新一は本作品で特殊メイクアーティストとしてデビューした。若狭は、『ウルトラマン80』で関わりのあった山口修からの依頼を受けての参加であった。

## ストーリー
週刊誌のライター森岡とカメラマン北村は、ある山中に物を食べる人魂が現れるとのネタを取材する。山中で待ち伏せしていると、本当に人魂が現れる。その人魂こそ「餓鬼魂」であった。森岡に忍び寄った餓鬼魂は彼の体内に入り込む。
取材を終えた二人は東京に戻るが、森岡は異常な食欲を覚えるようになり、腹がせり出してくる。そしてある夜、冷蔵庫の生肉をむさぼり始めると、そのまま昏睡状態となってしまう。そんな彼の姿に妻の道子は戦慄する。
やがて森岡が目覚めると、彼の口を引き裂いて、成長した餓鬼魂が森岡の体内から姿を現わす。そこに突然、男が現れ「それは餓鬼だ」と告げ、捕獲して行く。だが男は餓鬼を逃がしてしまう。
裂けた口の癒えた森岡は、「餓鬼を食べたい」という欲求を抑えられなくなる。男と再会した森岡はその欲望を見抜かれ、男の家に招待されて餓鬼料理を堪能する。餓鬼の味の虜になった森岡は、北村の腹がせり出してきたのに気づき、やがて生まれる餓鬼を捕まえようと北村に密着する。北村の餓鬼が生まれる日、森岡は彼の家に行くが、そこにあの男も現れ、餓鬼をめぐって争いになる。
一方、道子の所には、逃げ出していた森岡の餓鬼が現れて闘いとなる。激闘の末、道子は餓鬼を浴槽に沈める。

## キャスト
- 森岡隆男：長塚京三
- 森岡道子：松居一代
- 北村源三：小倉一郎
- 餓鬼魂ハンター：斎藤洋介
- 山中のアベック：竹田恵利子
- 山中のアベック：五十嵐公二
- 駅前の女の子：加島知枝

## スタッフ
- 監督：鋤田正義[1]
- 原作：夢枕獏
- 脚本：大和屋竺[1]
- 音楽：井上鑑
- イメージソング：セシル「MYSTERIOUS LOVE」（東芝EMI）
- 音楽協力：フジパシフィック音楽出版
- 撮影：嶋田求
- 美術：山口修、佐々木修
- 照明：熊谷茂
- 録音：米山英明
- 編集：佐藤康雄
- 助監督：北浦嗣巳
- 制作担当：仲野俊隆
- 記録：中川節子
- 音響効果：スワラ・プロ
- オプチカル：北条則明
- 特殊メイク：若狭新一
- 造型：上松盛明
- 操演：小笠原亀
- キャスティング：五十嵐重雄
- 制作宣伝：満田かずほ
- ポスプロ：六本木ビデオセンター
- スタジオ：大映スタジオ
- 現像：東京現像所
- プロデューサー：濱田知彦
- 制作者：円谷粲